# Over the Hills and Far Away (canção)
"Over the Hills and Far Away" é uma canção da banda de rock inglesa Led Zeppelin, terceira faixa do álbum Houses of the Holy, de 1973.

## Composição
Jimmy Page e Robert Plant construíram originalmente a canção em 1970, em Bron-Yr-Aur, uma pequena cabana no País de Gales onde ficaram após completar uma exaustiva turnê pelos Estados Unidos.
Page toca, num violão de cordas de aço (6 cordas), uma melodia reminiscente de "White Summer", e repete o tema em uníssono com um violão de 12 cordas. Os vocais de Plant entram na repetição seguinte; ele se oferece com ternura à "dama" que "tem o amor [que ele] precisa." Os violões constroem um crescendo rumo a uma infusão abrupta das guitarras elétricas de Page, juntamente com o acompanhamento rítmico do baterista John Bonham e do baixista John Paul Jones.
Ao longo dos interlúdios que antecedem as estrofes e da ponte instrumental, "Over the Hills and Far Away" se destaca como um exemplo da interação firme entre Jones e Bonham. Depois da estrofe final, a seção rítmica diminui gradualmente de intensidade, sendo substituída gradualmente pelos ecos da guitarra de Page e por alguns acordes tocados por Jones no cravo. Nos últimos oito compassos Page executa uma sequência linear ascendente/descendente, e conclui a frase no pedal steel.
A canção foi lançada nos Estados Unidos como o primeiro single do álbum Houses of the Holy, e chegou à 51ª posição da parada Billboard Hot 100; tornou-se posteriormente uma típica representante do formato chamado de rock clássico.

## Formatos e listagem de catálogo das faixas
1973 - single de 7" (EUA/Austrália/Finlândia/Nova Zelândia/Filipinas/Suécia: Atlantic 45-2970, Angola: Atlantic ATS 610, Brasil: Atco ATCS 10.062, Canadá: Atlantic AT 2970, Grécia: Atlantic 2091228, Holanda: Atlantic ATL 10328, Itália: Atlantic K 10328, Japão: Warner Pioneer P-1237A, México: Atlantic G-1210, Portugal: Atlantic ATL NS 28138, África do Sul: Atlantic ATL 610, Espanha: Atlantic HS 957, Iugoslávia: Atlantic ATL 26076)
- A. "Over the Hills and Far Away" (Page, Plant) 4:47
- B. "Dancing Days" (Page, Plant) 3:43

1973 - edição de rádio 7" (EUA: Atlantic 45-2970)
- A. "Over the Hills and Far Away" [mono] (Page, Plant) 4:47
- B. "Over the Hills and Far Away" [estéreo] (Page, Plant) 4:47

1990 - single CD (EUA: Atlantic PRCD 3717)
- 1. "Over the Hills and Far Away" (Page, Plant) 4:47

## Posições nas paradas

### Single
| Parada (1973)                       | Posição mais alta |
| ----------------------------------- | ----------------- |
| EUA Billboard Hot 100 Singles Chart | 51                |
| EUA Cash Box Top 100 Singles Chart  | 28                |
| EUA Record World 100 Top Pop Chart  | 31                |
| Canadá RPM Top 100 Chart            | 63                |

### Single (download digital)
| Parada (2007)                         | Posição mais alta |
| ------------------------------------- | ----------------- |
| EUA Billboard Hot Digital Songs Chart | 63                |

## Créditos
- Robert Plant - Vocais
- Jimmy Page - guitarras
- John Paul Jones - baixo, mellotron
- John Bonham - bateria